# من سم هستم
من سم هستم (به انگلیسی: I Am Sam) فیلمی درام محصول سال ۲۰۰۱ به کارگردانی و تهیه‌کنندگی جسی نلسون و با نویسندگی کریستین جانسون است که توسط شرکت نیو لاین سینما توزیع شد. در این فیلم بازیگرانی همچون شان پن، میشل فایفر، داکوتا فانینگ، دایان ویست و ریچارد شیف ایفای نقش می‌کنند.
موسیقی متن این فیلم آهنگ‌هایی از بیتلز و جان لنون را دربردارد.

## داستان فیلم
سم داوسان، مردی با ناتوانی رشدی پدر مجرد لوسی است که همسرش آن‌ها را ترک کرده‌است. علی‌رغم محدودیت‌هایش، سم فرد سازگاری است و گروهی حامی از دوستان با ناتوانی‌های رشدی دارد. یکی از این دوستان، همسایه‌ای مهربان و دارای هراس از مکان‌های باز به نام آنی است که وقتی سم نمی‌تواند، از لوسی مراقبت می‌کند. اگرچه سم محیطی خوب و مراقبتی برای لوسی باهوش ایجاد می‌کند، او به زودی متوجه ناتوانی‌های ذهنی سم می‌شود. بقیه بچه‌ها او را بخاطر داشتن پدری «عقب افتاده» اذیت می‌کنند و او از پذیرفتن اینکه از سم بسیار عاقل‌تر است، شرمنده می‌شود. در آماده‌سازی پرونده نگهداری، یک کارمند اجتماعی در جشن تولد لوسی ظاهر می‌شود و او را می‌برد و به سم اجازه دو بار ملاقات در هفته را می‌دهد.
با نصیحت دوستانش، سم یک وکیل خبره به نام ریتا هریسون را بکار می‌گیرد که روش خشن او برنامه را سرعت می‌بخشد و زندگی شخصی سخت به او شهرت سردی و بی‌احساس بودن را داده‌است. در تلاش برای اثبات به دیگران که او بی عاطفه نیست، ریتا داوطلبانه پرونده سم را می‌پذیرد. وقتی این دو با هم کار می‌کنند تا حق پدری سم را پس بگیرند، سم ناآگاهانه در مشکلات خانوادگی ریتا به او کمک می‌کند. مثل تشویق به ترک شوهر هوسبازش و بهبود رابطه بد با پسرش.
در آزمون، وقتی وکیل مخالف سم را قانع می‌کند که قادر به پدر بودن نیست، می‌شکند. بعد از آزمون، لوسی در خانه‌ای با رندی کارپنتر مستقر می‌شود، ولی تلاش می‌کند سم را قانع کن او را فراری دهد. او مدام در نیمه شب‌ها فرار می‌کند و به آپارتمان سم می‌رود و هر بار سم او را برمی‌گرداند. سرانجام خانواده پذیرنده، که تصمیم به فرزندخواندگی لوسی داشتند، تصمیم می‌گیرند او را به سم برگردانند؛ ولی رندی در بزرگ کردن لوسی به سم کمک می‌کند.
صحنه نهایی نمایش یک بازی فوتبال است. سم داور است و لوسی جزء بازیکنان است. در بین تماشاچیان، خانواده پذیرنده، گروه دوستان سم و ریتای جدید با پسرش هستند.